# Readme
Um arquivo readme (também read me, em português:  leia-me) contém informação sobre outros arquivos num diretório ou arquivo e é comummente distribuído com softwares de computador. Este arquivo é usualmente um arquivo de texto chamado README.TXT, README.1ST, README.MD, READ.ME ou simplesmente README, em Portugal nos anos 1990 também escrito como leia-me.txt ou, sem o hífen, leiame.txt. Programas como o Microsoft Windows possam incluir um  README.WRI, README.RTF ou README.DOC.
O nome foi escolhido de forma que, mesmo uma pessoa que não soubesse o que seria tipicamente um arquivo readme, seria levada a lê-lo em função do nome; além disso, o nome é gravado em caixa alta para que, em ambientes que preservam a diferença entre caixa alta e caixa baixa e usem uma ordenação ASCIIbetical, apareça próximo do início da listagem do diretório (já que, na ordenação ASCIIbetical, caixa alta precede caixa baixa).

## Conteúdo
O conteúdo tipicamente inclui uma ou mais das seguintes informações:
- instruções sobre configuração;
- instruções sobre instalação;
- instruções sobre como operar o programa;
- um arquivo de manifesto;
- informação de copyright e licenciamento;
- informação de contato com o distribuidor ou programador;
- defeitos conhecidos;
- troubleshooting;
- créditos e agradecimentos;
- changelog: relato de mudanças.

## READMES sem nome de readme
A expressão "readme file" é também, algumas vezes, usada descritiva e genericamente para arquivos que não possuem nome "readme" mas são considerados espécies de arquivos readmes. A distribuição de código fonte de muitos pacotes de software livre, especialmente aqueles que seguem os Padrões Gnits ou aquele produzidos com a ferramenta GNU Autotools, freqüentemente incluem um conjunto padrão de arquivos readmes:
| README    | Informação Geral                                                                       |
| AUTHORS   | Créditos                                                                               |
| THANKS    | Agradecimentos                                                                         |
| ChangeLog | Detalhamento das mudanças desde a última versão (changelog), destinado a programadores |
| NEWS      | Relato básico das mudanças (changelog), destinado aos usuários                         |
| INSTALL   | Informações sobre a instalação                                                         |
| COPYING   | Informações sobre licenciamento e Copyright                                            |
| LICENSE   | Informações sobre licenciamento e Copyright                                            |
| BUGS      | Defeitos conhecidos e instruções sobre como denunciar novos                            |
Outros arquivos frequentemente distribuídos com software incluem um FAQ e um TODO, este último listando possíveis mudanças futuras.

## Outros usos
Readme também é o nome…
- …de um festival de arte computacional (Aarhus 2004, Helsinki 2003, Moscow 2002) criado por Alexei Shulgin e Olga Goriunova, dentre outros.
- …da coluna de Michael Kinsley no magazine Slate.* «www.slate.com»
- …de uma publicação semanal estudantil de humor na Carnegie Mellon University.* «www.activitiesboard.org»